# Krasnyj Wostok (Karaczajo-Czerkiesja)
Krasnyj Wostok (ros. Красный Восток) – wieś w Rosji, w Karaczajo-Czerkiesji, w rejonie małokaraczajewskim. W 2010 liczyła 3335 mieszkańców, głównie Abazynów.